# Konstantin Reichardt

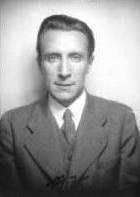
Konstantin Reichardt

Konstantin Reichardt (* 30. April 1904 in Sankt Petersburg, Russisches Kaiserreich; † 19. Januar 1976 in New Haven, Connecticut) war ein deutsch-amerikanischer germanistischer und skandinavistischer Mediävist. Er war Lehrstuhlinhaber für „Germanische Philologie“ an der Yale University.

## Leben
Konstantin Reichardt war Sohn des Textilkaufmanns Robert Reichardt und der Adelheid Hoffmann. Die Eltern emigrierten 1914 nach Deutschland. Reichardt besuchte die Schule in Sankt Petersburg, das Maximiliansgymnasium in München und das Prinz-Heinrichs-Gymnasium in Berlin. Er studierte zwischen 1923 und 1927 an der Universität Berlin Indogermanische Vergleichende Sprachwissenschaft, Nordische und Germanische Sprache und Literatur, Keltische Philologie sowie Philosophie. 1927 wurde er dort mit seiner Arbeit Studien zu den Skalden des 9. und 10. Jahrhunderts bei Gustav Neckel promoviert.
Von 1926 bis 1929 war er Lektor für Altnordisch an der Universität Berlin und 1930/31 Assistent von Friedrich von der Leyen an der Universität zu Köln. 1930 war er mit der Ordnung der deutschen Handschriften an der Königlichen Bibliothek in Kopenhagen betraut. Von 1931 bis 1937 war Reichardt planmäßiger außerordentlicher Professor für Nordische Philologie an der Philologisch-Historischen Abteilung der Philosophischen Fakultät der Universität Leipzig. 
1937 wurde Reichardt auf eigenen Wunsch aus dem deutschen Hochschuldienst entlassen. Zur Begründung verwies er u. a. auf die fehlende Lehrfreiheit an deutschen Hochschulen. Er emigrierte im selben Jahr nach Schweden, 1938 in die USA. 1938 war er Visiting Professor, von 1939 bis 1945 Professor für Deutsche und Nordische Philologie an der University of Minnesota in Minneapolis, von 1942 bis 1947 zusätzlich Professor für Russische Sprache und Literatur ebenda. Von 1947 bis zu seinem Tode war er Professor für Germanistik an der Yale University in New Haven.
Reichardt erhielt 1944 die amerikanische Staatsbürgerschaft. Neben seiner wissenschaftlichen Tätigkeit übersetzte er auch aus dem Norwegischen und Schwedischen.

## Schriften
- Das Himmelsbild der Germanen. Barth, Leipzig 1926.
- Studien zu den Skalden des 9. und 10. Jahrhunderts. Mayer & Müller, Leipzig 1928.
- Mythen und Märchen und germanische Götter. Insel, Leipzig 1933.
- Thule. Ausgewählte Sagas von altgermanischen Bauern und Helden. Diederichs, Jena 1934.
- Germanische Welt vor tausend Jahren. Diederichs, Jena 1936.
- Runenkunde. Diederichs, Jena 1936.

## Übersetzungen
- Sigurd Hoel: Ein Tag im Oktober. Schünemann, Bremen 1932.
- Andreas Markusson: In der Finsternis wohnen die Adler. von Hugo, Berlin 1938.
- Frans G. Bengtsson: Karl XII: 1682–1707 (bis zum Auszug aus Sachsen). Sperber, Zürich 1939.